# Мюриц (район)
Мюриц (нем. Müritz) — бывший район в Германии, составе в земли Мекленбург-Передняя Померания. 
Упразднён в 2011 году в пользу новообразованного района Мекленбургское Поозёрье. 
Центр района — город Варен. Занимал площадь 1713 км². Население — 67 316 чел. Плотность населения — 39 человек/км².
Официальный код района — 13 0 56.
Район подразделяется на 67 общин.

## Города и общины
1. Варен (21 422)

### Управления

#### Управление Мальхов
1. Альт-Шверин (555)
2. Фюнфзеен (1 256)
3. Гёрен-Леббин (624)
4. Мальхов (7 149)
5. Носсентинер-Хютте (734)
6. Пенков (299)
7. Зильц (375)
8. Валов (575)
9. Цизлов (192)

#### Управление Пенцлинер-Ланд
1. Альт-Резе (332)
2. Анкерсхаген (682)
3. Грос-Флотов (152)
4. Грос-Филен (368)
5. Клайн-Луков (266)
6. Круков (182)
7. Лапиц (168)
8. Маллин (417)
9. Марин (266)
10. Мёлленхаген (1 867)
11. Молленсторф (264)
12. Пенцлин (2 589)
13. Пухов (147)

#### Управление Рёбель-Мюриц
1. Альтенхоф (406)
2. Боллевик (422)
3. Бухгольц (148)
4. Бютов (495)
5. Финкен (433)
6. Готтун (296)
7. Грабов-Белов (136)
8. Грос-Келле (147)
9. Ябец (174)
10. Камбс (277)
11. Киве (150)
12. Лерц (575)
13. Лайцен (534)
14. Лудорф (515)
15. Массов (223)
16. Мельц (401)
17. Приборн (425)
18. Рехлин (2 269)
19. Рёбель (5 357)
20. Шварц (413)
21. Зитов (649)
22. Штюр (287)
23. Фипперов (435)
24. Вреденхаген (533)
25. Цепков (236)

#### Управление Зеенландшафт-Варен
1. Грабовхёфе (1 066)
2. Грос-Дратов (394)
3. Грос-Гивиц (487)
4. Грос-Пластен (816)
5. Хинрихсхаген (174)
6. Хоэн-Вангелин (742)
7. Ябель (584)
8. Каргов (752)
9. Клинк (1 174)
10. Клокзин (419)
11. Ланзен-Шёнау (490)
12. Мольцов (361)
13. Ной-Гарц (129)
14. Шлён (466)
15. Швинкендорф (574)
16. Торгелов-ам-Зее (451)
17. Фархентин (389)
18. Филист (528)
19. Фольратсруэ (502)